# Europees kampioenschap voetbal onder 18 - 1978
Het Europees kampioenschap voetbal onder 18 van 1978 (officieel UEFA Jeugdtoernooi 1978) was de 31e editie van het, door de UEFA georganiseerde, voetbaltoernooi van speler onder de 18 jaar. 
Het toernooi werd tussen 5 en 14 mei 1978 gespeeld in Polen. Er deden 16 teams mee. Voorafgaand aan het toernooi werd een kwalificatie afgewerkt. De Sovjet-Unie werd voor de vierde keer winnaar. De finale in Krakau werd met 3–0 gewonnen van Joegoslavië. Polen werd derde.
Dit toernooi dient tevens als kwalificatietoernooi voor het wereldkampioenschap voetbal onder 20 van 1979. Zes landen van dit toernooi plaatsen zich, dat zijn Hongarije, Polen, Portugal, Sovjet-Unie, Spanje en Joegoslavië. Het is onduidelijk waarom Schotland, dat wel een halve finale speelde, zich niet kwalificeerde. 

## Kwalificatie
| Pos. | Land              | DV | DV | Ptn. |
| ---- | ----------------- | -- | -- | ---- |
| 1    | Hongarije         | 6  | 2  | 5    |
| 2    | Tsjecho-Slowakije | 8  | 6  | 5    |
| 3    | Zweden            | 5  | 11 | 2    |

| Pos. | Land       | DV | DV | Ptn. |
| ---- | ---------- | -- | -- | ---- |
| 1    | Schotland  | 3  | 0  | 4    |
| 2    | Denemarken | 0  | 3  | 0    |

| Pos. | Land    | DV | DV | Ptn. |
| ---- | ------- | -- | -- | ---- |
| 1    | IJsland | 2  | 1  | 3    |
| 2    | Wales   | 1  | 2  | 1    |

| Pos. | Land      | DV | DV | Ptn. |
| ---- | --------- | -- | -- | ---- |
| 1    | Nederland | 7  | 3  | 6    |
| 2    | Finland   | 4  | 6  | 3    |
| 3    | Ierland   | 3  | 5  | 3    |

| Pos. | Land          | DV | DV | Ptn. |
| ---- | ------------- | -- | -- | ---- |
| 1    | België        | 9  | 2  | 4    |
| 2    | Noord-Ierland | 2  | 9  | 0    |

| Pos. | Land      | DV | DV | Ptn. |
| ---- | --------- | -- | -- | ---- |
| 1    | Engeland  | 3  | 1  | 3    |
| 2    | Frankrijk | 1  | 3  | 1    |

| Pos. | Land          | DV | DV | Ptn. |
| ---- | ------------- | -- | -- | ---- |
| 1    | Italië        | 13 | 1  | 4    |
| 2    | Liechtenstein | 1  | 13 | 0    |

| Pos. | Land      | DV | DV | Ptn. |
| ---- | --------- | -- | -- | ---- |
| 1    | Portugal  | 6  | 1  | 4    |
| 2    | Luxemburg | 1  | 6  | 0    |

| Pos. | Land           | DV | DV | Ptn. |
| ---- | -------------- | -- | -- | ---- |
| 1    | West-Duitsland | 4  | 0  | 4    |
| 2    | Zwitserland    | 0  | 4  | 0    |

| Pos. | Land   | DV | DV | Ptn. |
| ---- | ------ | -- | -- | ---- |
| 1    | Spanje | 2  | 0  | 3    |
| 2    | Malta  | 0  | 2  | 1    |

| Pos. | Land                           | DV | DV | Ptn. |
| ---- | ------------------------------ | -- | -- | ---- |
| 1    | Griekenland                    | 2  | 2  | 2    |
| 2    | Duitse Democratische Republiek | 2  | 2  | 2    |

| Pos. | Land      | DV | DV | Ptn. |
| ---- | --------- | -- | -- | ---- |
| 1    | Turkije   | 4  | 2  | 2    |
| 2    | Bulgarije | 2  | 4  | 2    |

| Pos. | Land        | DV | DV | Ptn. |
| ---- | ----------- | -- | -- | ---- |
| 1    | Joegoslavië | 4  | 0  | 4    |
| 2    | Roemenië    | 0  | 4  | 0    |

| Pos. | Land        | DV | DV | Ptn. |
| ---- | ----------- | -- | -- | ---- |
| 1    | Sovjet-Unie | 2  | 0  | 3    |
| 2    | Oostenrijk  | 0  | 2  | 1    |

## Groepsfase

### Groep A
| Pos. | Land           | GW | W | G | V | DV | DT | +/− | Ptn. |
| ---- | -------------- | -- | - | - | - | -- | -- | --- | ---- |
| 1    | Schotland      | 3  | 2 | 1 | 0 | 2  | 0  | +2  | 5    |
| 2    | Portugal       | 3  | 1 | 1 | 1 | 1  | 1  | 0   | 3    |
| 3    | West-Duitsland | 3  | 1 | 0 | 2 | 5  | 5  | 0   | 2    |
| 4    | Italië         | 3  | 0 | 2 | 1 | 3  | 5  | –2  | 2    |

|            |        |     |          |      |
| 5 mei 1978 | Italië | 0–0 | Portugal | Kęty |
| 5 mei 1978 |        |     |          | Kęty |

|            |           |     |                |               |
| 5 mei 1978 | Schotland | 1–0 | West-Duitsland | Bielsko-Biała |
| 5 mei 1978 |           |     |                | Bielsko-Biała |

|            |           |     |          |         |
| 7 mei 1978 | Schotland | 1–0 | Portugal | Cieszyn |
| 7 mei 1978 |           |     |          | Cieszyn |

|            |                |     |        |               |
| 7 mei 1978 | West-Duitsland | 5–3 | Italië | Bielsko-Biała |
| 7 mei 1978 |                |     |        | Bielsko-Biała |

|            |           |     |        |      |
| 9 mei 1978 | Schotland | 0–0 | Italië | Kęty |
| 9 mei 1978 |           |     |        | Kęty |

|            |          |     |                |         |
| 9 mei 1978 | Portugal | 1–0 | West-Duitsland | Cieszyn |
| 9 mei 1978 |          |     |                | Cieszyn |

### Groep B
| Pos. | Land        | GW | W | G | V | DV | DT | +/− | Ptn. |
| ---- | ----------- | -- | - | - | - | -- | -- | --- | ---- |
| 1    | Sovjet-Unie | 3  | 3 | 0 | 0 | 10 | 0  | +10 | 6    |
| 2    | Nederland   | 3  | 1 | 1 | 1 | 3  | 4  | –1  | 3    |
| 3    | Noorwegen   | 3  | 1 | 0 | 2 | 2  | 6  | –4  | 2    |
| 4    | Griekenland | 3  | 0 | 1 | 2 | 3  | 8  | –5  | 1    |

|            |             |     |             |             |
| 5 mei 2019 | Sovjet-Unie | 4–0 | Griekenland | Czestochowa |
| 5 mei 2019 |             |     |             | Czestochowa |

|            |           |     |           |             |
| 5 mei 2019 | Nederland | 1–0 | Noorwegen | Czestochowa |
| 5 mei 2019 |           |     |           | Czestochowa |

|            |           |     |             |             |
| 7 mei 2019 | Nederland | 2–2 | Griekenland | Czestochowa |
| 7 mei 2019 |           |     |             | Czestochowa |

|            |             |     |           |           |
| 7 mei 2019 | Sovjet-Unie | 4–0 | Noorwegen | Lubliniec |
| 7 mei 2019 |             |     |           | Lubliniec |

|            |             |     |           |             |
| 9 mei 2019 | Sovjet-Unie | 2–0 | Nederland | Czestochowa |
| 9 mei 2019 |             |     |           | Czestochowa |

|            |           |     |             |             |
| 9 mei 2019 | Noorwegen | 2–1 | Griekenland | Czestochowa |
| 9 mei 2019 |           |     |             | Czestochowa |

### Groep C
| Pos. | Land        | GW             | W              | G              | V              | DV             | DT             | +/−            | Ptn. |
| ---- | ----------- | -------------- | -------------- | -------------- | -------------- | -------------- | -------------- | -------------- | ---- |
| 1    | Joegoslavië | 2              | 1              | 1              | 0              | 4              | 1              | +3             | 3    |
| 2    | Hongarije   | 2              | 1              | 1              | 0              | 3              | 1              | +2             | 3    |
| 3    | IJsland     | 2              | 0              | 0              | 2              | 2              | 7              | –5             | 0    |
| 4    | België      | teruggetrokken | teruggetrokken | teruggetrokken | teruggetrokken | teruggetrokken | teruggetrokken | teruggetrokken |      |

|            |           |     |         |         |
| 5 mei 1978 | Hongarije | 3–1 | IJsland | Gorlice |
| 5 mei 1978 |           |     |         | Gorlice |

|            |             |     |        |           |
| 5 mei 1978 | Joegoslavië | 2–1 | België | Nowy Sącz |
| 5 mei 1978 |             |     |        | Nowy Sącz |

|            |           |     |             |           |
| 7 mei 1978 | Hongarije | 0–0 | Joegoslavië | Nowy Sącz |
| 7 mei 1978 |           |     |             | Nowy Sącz |

|            |           |     |         |           |
| 9 mei 1978 | Hongarije | 4–1 | IJsland | Nowy Sącz |
| 9 mei 1978 |           |     |         | Nowy Sącz |

### Groep D
| Pos. | Land     | GW | W | G | V | DV | DT | +/− | Ptn. |
| ---- | -------- | -- | - | - | - | -- | -- | --- | ---- |
| 1    | Polen    | 3  | 2 | 0 | 1 | 5  | 3  | +2  | 4    |
| 2    | Spanje   | 3  | 1 | 1 | 1 | 3  | 3  | 0   | 3    |
| 3    | Engeland | 3  | 1 | 1 | 1 | 2  | 3  | –1  | 3    |
| 4    | Turkije  | 3  | 0 | 2 | 1 | 3  | 4  | –1  | 2    |

|            |          |     |         |           |
| 5 mei 1978 | Engeland | 1–1 | Turkije | Wodzisław |
| 5 mei 1978 |          |     |         | Wodzisław |

|            |        |     |       |         |
| 5 mei 1978 | Spanje | 2–1 | Polen | Chorzów |
| 5 mei 1978 |        |     |       | Chorzów |

|            |          |     |        |         |
| 7 mei 1978 | Engeland | 1–0 | Spanje | Bukowno |
| 7 mei 1978 |          |     |        | Bukowno |

|            |       |     |         |        |
| 7 mei 1978 | Polen | 2–1 | Turkije | Będzin |
| 7 mei 1978 |       |     |         | Będzin |

|            |       |     |          |         |
| 9 mei 1978 | Polen | 2–0 | Engeland | Chorzów |
| 9 mei 1978 |       |     |          | Chorzów |

|            |        |     |         |          |
| 9 mei 1978 | Spanje | 1–1 | Turkije | Jaworzno |
| 9 mei 1978 |        |     |         | Jaworzno |

## Knock-outfase
|  | Halve finale    | Halve finale    |   |                 | Finale          | Finale |
|  |                 |                 |   |                 |                 |        |
|  | 12 mei – Krakau |                 |   |                 |                 |        |
|  | Joegoslavië     | 2 (4)           |   |                 |                 |        |
|  | Schotland       | 2 (2)           |   |                 |                 |        |
|  |                 |                 |   |                 |                 |        |
|  |                 |                 |   |                 | 14 mei – Krakau |        |
|  |                 |                 |   |                 | Sovjet-Unie     | 3      |
|  |                 | Joegoslavië     | 0 |                 |                 |        |
|  |                 |                 |   |                 |                 |        |
|  |                 |                 |   |                 | Derde plaats    |        |
|  | 12 mei – Krakau | 12 mei – Krakau |   | 14 mei – Krakau | 14 mei – Krakau |        |
|  | Sovjet-Unie     | 2               |   | Polen           | 3               |        |
|  | Polen           | 0               |   |                 | Schotland       | 1      |

### Finale
|             |             |     |             |               |
| 14 mei 1978 | Sovjet-Unie | 3–0 | Joegoslavië | Krakau, Polen |
| 14 mei 1978 |             |     |             | Krakau, Polen |